# 1877 في المملكة المتحدة
فيما يلي قوائم الأحداث التي وقعت خلال عام 1877 في المملكة المتحدة.

## رياضة
- 1 يناير – بطولة ويمبلدون 1877

## كتب
من الكتب التي صدرت هذه السنة في المملكة المتحدة:
- 24 نوفمبر – الحصان الأسود من تأليف آنا سويل.

## مواليد

### يناير
- 1 يناير – جورج ووكر لاعب كرة قدم من المملكة المتحدة.

### فبراير
- 7 فبراير – غودفري هارولد هاردي رياضياتي بريطاني.

### يونيو
- 7 يونيو – تشارلس غلوفر باركلا

### يوليو
- 1 يوليو – الف سبونسير لاعب كرة قدم إنجليزي.
- 6 يوليو – فرانك ريسلي لاعب كرة قدم إنجليزي.
- 8 يوليو – أغنيس توكي لاعبة كرة مضرب من المملكة المتحدة.

### أغسطس
- 9 أغسطس – وينيفريد ماكنير
- 18 أغسطس – جيمي مايكل درّاج طريق من المملكة المتحدة.

### سبتمبر
- 1 سبتمبر – فرانسيس أستون كيميائي بريطاني.
- 2 سبتمبر – فردريك سودي
- 7 سبتمبر – جون كادمان رائد أعمال من المملكة المتحدة.
- 11 سبتمبر – جيمس جينس
- 26 سبتمبر – إدموند غوين ممثل إنجليزي.

### أكتوبر
- 13 أكتوبر – بيرنارد بوسانكويت لاعب كركيت من المملكة المتحدة.
- 21 أكتوبر – جايمس غيبسون رائد أعمال من المملكة المتحدة.
- 22 أكتوبر – فريدريك توارت

### نوفمبر
- 2 نوفمبر – آغا خان الثالث سياسي هندي.
- 22 نوفمبر – هربرت سميث لاعب كرة قدم.
- 25 نوفمبر – هارلي غرانفيل باركر

### ديسمبر
- 7 ديسمبر – والتر أبوت لاعب كرة قدم إنجليزي.

## وفيات

### مايو
- 8 مايو – ادموند شارب (مواليد 1809)

### سبتمبر
- 17 سبتمبر – وليم فوكس تالبوت (مواليد 1800) سياسي أمريكي.